# Иченский, Сергей Леонидович
Сергей Леонидович Иченский (род. 24 февраля 1972, Павлодар) — советский и казахстанский хоккеист, нападающий. Тренер.

## Биография
Воспитанник павлодарского хоккея. Выступал за команды «Автомобилист» Караганда (1988/89 — 1989/90), «Трактор» Липецк (1988/89), «Трактор» Челябинск (1989/90 — 1991/92, 9 матчей в высшей лиге), «Мечел» Челябинск (1990/91, 3 матча в 1 лиге), «Металлург» / «Северсталь» Череповец (1991/92 — 1994/95, 103 матча в МХЛ), «КомиТЭК» (1995/96), «Металлург» и «Металлург-2» (Новокузнецк, 1996/97 — 1997/98), «Булат» Темиртау (1997/98).
В сезонах 2007/08 — 2008/09 — главный тренер команды «Казахмыс» Сатпаев и начальник команды «Казахмыс-2». Детский тренер (2013—2017) и тренер команды ЮХЛ (2017—2019) ХК «Юниор Газпром добыча» Оренбург. Тренер команды ВХЛ «Оренбург» (2019—2020). Главный тренер команды ЮХЛ «Сокол» Новочебоксарск (2020—2021). Тренер команды НМХЛ «СКА-ГУОР Карелия» Кондопога (2021—2022). С сезона 2022/23 — тренер в команде МХЛ «СКА-Карелия» Кондопога, с 21 января 2014 года — исполняющий обязанности главного тренера. С сезона-2024/25 — главный тренер команды НМХЛ «Арктика» Мурманск.